# Neocyttus helgae
Neocyttus helgae är en fiskart som först beskrevs av Holt och Byrne, 1908.  Neocyttus helgae ingår i släktet Neocyttus och familjen Oreosomatidae. Inga underarter finns listade i Catalogue of Life.